# Биккужина, Алия Минихановна
Алия Минихановна Биккужина (род. 8 января 1992) — российская самбистка и дзюдоистка, победитель первенства мира по самбо, чемпионка этапа кубка мира по самбо — турнира категории «А» «Мемориал Юрия Потапова», чемпионка и призёр чемпионата России по самбо, бронзовый призёр чемпионата мира 2021 года по самбо, чемпионка мира по пляжному самбо, мастер спорта России международного класса по самбо и мастер спорта России по дзюдо. Тренеры Алии Биккужиной — Рафаиль Баширов и Ампика Эскузян.

## Спортивные результаты
- Первенство России по дзюдо среди кадетов 2007 — ;
- Кубок Европы по дзюдо среди кадетов 2007 — ;
- Первенство России по дзюдо среди кадетов 2008 — ;
- Первенство мира по самбо среди кадетов 2010 — ;
- Первенство России по самбо среди молодёжи — [2];
- Чемпионат России по самбо 2016 — ;
- Этап Кубка Мира — 20 Международный турнир по самбо категории «А» «Мемориал Юрия Потапова» 2017 — [3];
- Кубок России по дзюдо 2017 — ;
- Кубок России по дзюдо 2018 — ;
- Чемпионат России по самбо 2021 — ;
- Чемпионат России по пляжному самбо 2021 — ;
- Чемпионат России по пляжному самбо 2022 — ;